# کنفدراسیون رولر اسکیت اروپا

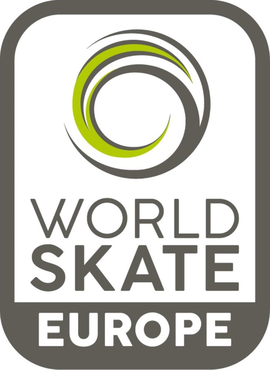
نماد رسمی کنفدراسیون رولر اسکیت اروپا

کنفدراسیون رولر اسکیت اروپا (انگلیسی: European Confederation of Roller Skating) سازمان اصلی ورزش رولر اسکیت در اروپا است. فدراسیون اروپا (CERS) زیرمجموعه ای از فدراسیون جهانی رولر اسپرتس است و شامل چهار رشته از ده رشته فعال در فدراسیون جهانی است:
- Inline Downhill
- هاکی با چرخ
- Inline hockey
- اسکیت سرعت این‌لاین